# Stamata Revithi
Stamata Revithi (grec: Σταμάτα Ρεβίθη; 1866 - després de 1896) va ser una dona grega que va córrer la marató de 40 km durant els Jocs Olímpics de 1896. Els Jocs van excloure les dones de la competició, però Revithi va insistir que se li permetés participar. Revithi va córrer un dia després que els homes haguessin completat la cursa oficial. Tot i que va acabar la marató en aproximadament 5 hores i 30 minuts i va trobar testimonis per a signar els seus noms i verificar el temps assolit, no se li va permetre entrar a l'Estadi Panathinaikó al final de la cursa. Tenia la intenció de presentar la seva documentació al Comitè Olímpic Hel·lènic amb l'esperança que reconeguessin la seva fita, però no se sap si ho va fer. No hi ha cap informació coneguda que hagi sobreviscut sobre la vida de Revathi després de la seva participació.
D'acord amb fonts de l'època, una segona dona, «Melpòmene», també va córrer la cursa de la marató de 1896. Hi ha un debat entre els historiadors olímpics quant a si Revathi i Melpòmene són la mateixa persona o no.

## Elements biogràfics

### Abans dels Jocs Olímpics de 1896

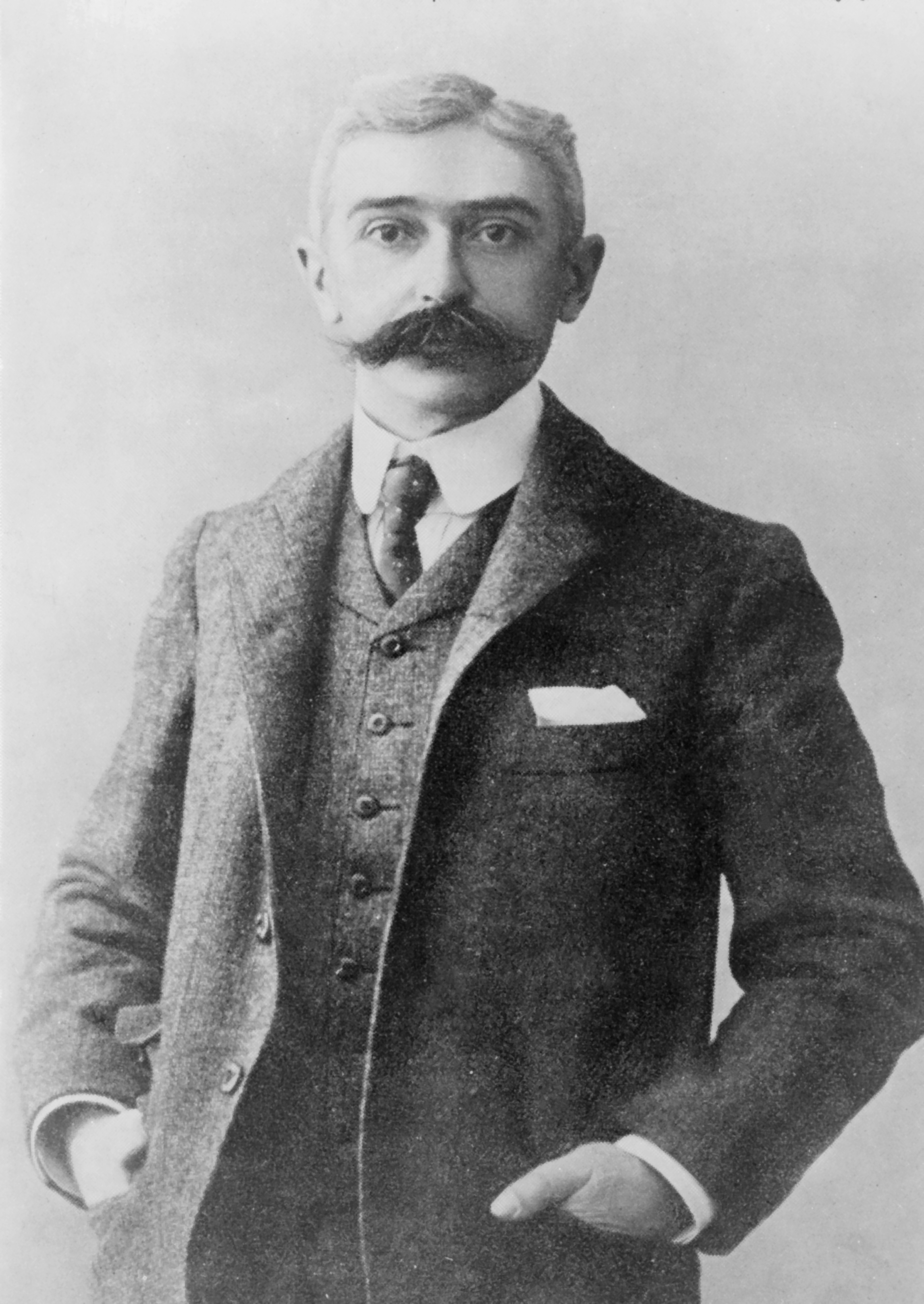
Coubertin creia «que el contacte amb atletes dones és dolent per a l'atleta home, i que aquestes atletes han de ser excloses del programa olímpic»

Stamata Revithi va néixer a Siros el1866. Els registres de la seva vida a partir de 1896 mostren que vivia en la pobresa a El Pireu el 1896. Tenia dos fills, un que va morir el 1895 a l'edat de set anys, i un altre nen que tenia disset mesos d'edat en el moment dels Jocs Olímpics de 1896. Segons l'historiador olímpic Athanasios Tarasouleas, Revithi, que era rossa i prima, amb grans ulls, semblava molt més gran que la seva edat.
Revithi creia que podia obtenir una feina a Atenes, que es trobava a 9 km des casa seva. Se'n va anar cap Atenes dies abans de la marató olímpica, una cursa especial de 40 km inventada com a part del programa d'atletisme, que es basava en la idea de Michel Bréal d'una cursa des de la ciutat de Marató fins a Pnyx. Bréal va prendre la inspiració de Filípides, qui, segons la llegenda, va córrer la distància de Marató a Atenes per a anunciar la victòria grega sobre Pèrsia en la batalla de Marató, i que va morir immediatament després de donar el seu missatge. En camí cap a Atenes, Revithi va trobar un corredor que li va donar diners i li va aconsellar de córrer a la marató per fer-se famosa i, en conseqüència, guanyar diners o trobar més fàcilment una feina. Després d'aquesta conversa, Revithi va decidir córrer la cursa; ella havia participat en curses de llarga distància quan era nena i creia que podia vèncer els competidors masculins.
Els Jocs Olímpics de 1896 van ser els primers que va tenir lloc en l'era moderna i l'esdeveniment esportiu internacional més important que Grècia havia acollit. Les regles dels jocs, en general, excloïen a les dones de la competició. Sota la doble influència que les dones de l'època victoriana eren considerades inferiors als homes, i la seva admiració pels antics Jocs Olímpics, quan només els homes podien participar en els esdeveniments, el Baró Pierre de Coubertin, organitzador dels Jocs Olímpics moderns, no estava a favor de la participació de les dones en els Jocs Olímpics o en els esports en general. Creia que el major assoliment d'una dona seria encoratjar als seus fills a ser distingits en l'esport i aplaudir l'esforç dels homes.

### La marató de 1896
Revithi va arribar a la localitat a Marató, lloc on s'iniciava la cursa, el dijous 9 d'abril (OS 28 de març), on els atletes ja s'havien reunit per a la carrera de l'endemà. Va atreure l'atenció dels periodistes i va ser rebuda calorosament per l'alcalde de Marató, que la va allotjar a casa seva, va respondre a les preguntes dels periodistes i quan el corredor de Chalandri, prenent-li el pèl, li va dir que quan ella entrés a l'estadi les multituds ja haurien marxat, ella va respondre que no hauria d'insultar les dones, ja que els atletes masculins grecs ja havien estat humiliats pels americans.

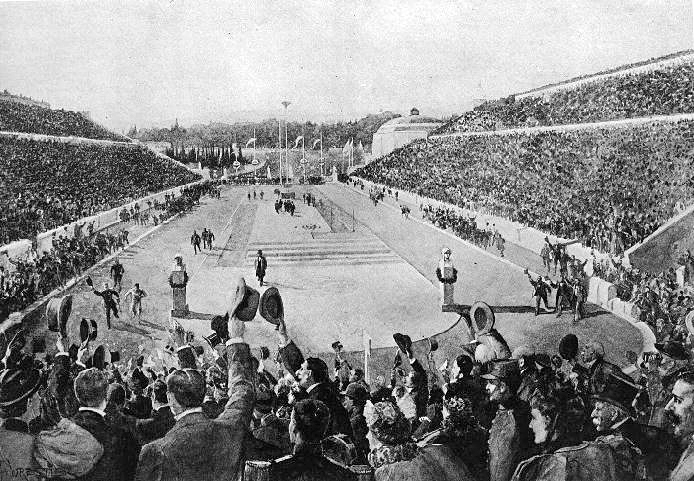
Spirídon Luïs entra a l'Estadi Panathinaikó al final de la marató. Només 9 dels 17 corredors masculins va acabar la marató, un dia abans de la cursa de Revathi

Abans de l'inici de la cursa el matí del divendres 10 d'abril (OS 29 de març), el sacerdot de Marató, Ioannis Veliotis, resar una oració pet als atletes a l'església de Sant Joan, però es va negar de beneir Revithi perquè no era una atleta reconeguda oficialment. El comitè organitzador va negar finalment la seva participació ala cursa a causa que la data límit per a la participació havia expirat. No obstant això, historiadors olímpics com David Martin i Roger Gynn assenyalen que el problema real era el seu gènere. D'acord amb Tarasouleas, els organitzadors li van prometre que podria competir amb un equip de dones estatunidenques en una altra cursa a Atenes, que mai es va celebrar.
A partir de les 8 h de l'endemà, Revithi va córrer la marató pel seu compte. Abans de començar, el mestre, l'alcalde i el jutge de la ciutat li van signar una declaració que testificava l'hora de sortida de la localitat. Va córrer la cursa a un ritme constant i va arribar a Paradigmata (el lloc on actualment es troba l'Hospital Evangelismos, prop del Hilton Athens) a les 13.30 h (5 hores i mitja). No se li va permetre entrar a l'estadi Panathinaikó, ja que uns militars la van aturar a Parapigmata, i els va demanar que li fessin un informe escrit a mà per a certificar l'hora d'arribada a Atenes.
Va declarar als periodistes que volia conèixer a Timoleon Filimon (el secretari general del Comitè Olímpic Hel·lènic) per presentar el seu cas. Els historiadors creuen que tenia la intenció de presentar els seus documents a aquest Comitè Olímpic amb l'esperança que reconeguessin el seu assoliment. No s'han descobert ni els seus informes ni els documents del Comitè Olímpic que ho poguessin corroborar.

### Conseqüències
No hi ha cap informació de la vida de Revithi després de la marató. Encara que alguns diaris van publicar articles sobre la seva història en la marató, aquests informes no donen seguiment de la seva vida després de la cursa. No se sap si es va reunir amb Filimon o si alguna vegada va trobar una feina. Com ha indicat Tarasouleas, «Stamata Revithi es va perdre en la pols de la història».
Violet Piercy, del Regne Unit, va ser la primera dona a completar una cursa de marató cronometrat oficialment: va registrar un temps de 3 hores i 40 minuts en una cursa britànica, el 3 d'octubre de 1926.
Finalment es va permetre a les dones córrer la marató olímpica en els Jocs Olímpics d'Estiu de 1984, on l'estatunidenca Joan Benoit va guanyar la cursa inaugural en un temps de 2 hores i 24 minuts.

## Melpòmene

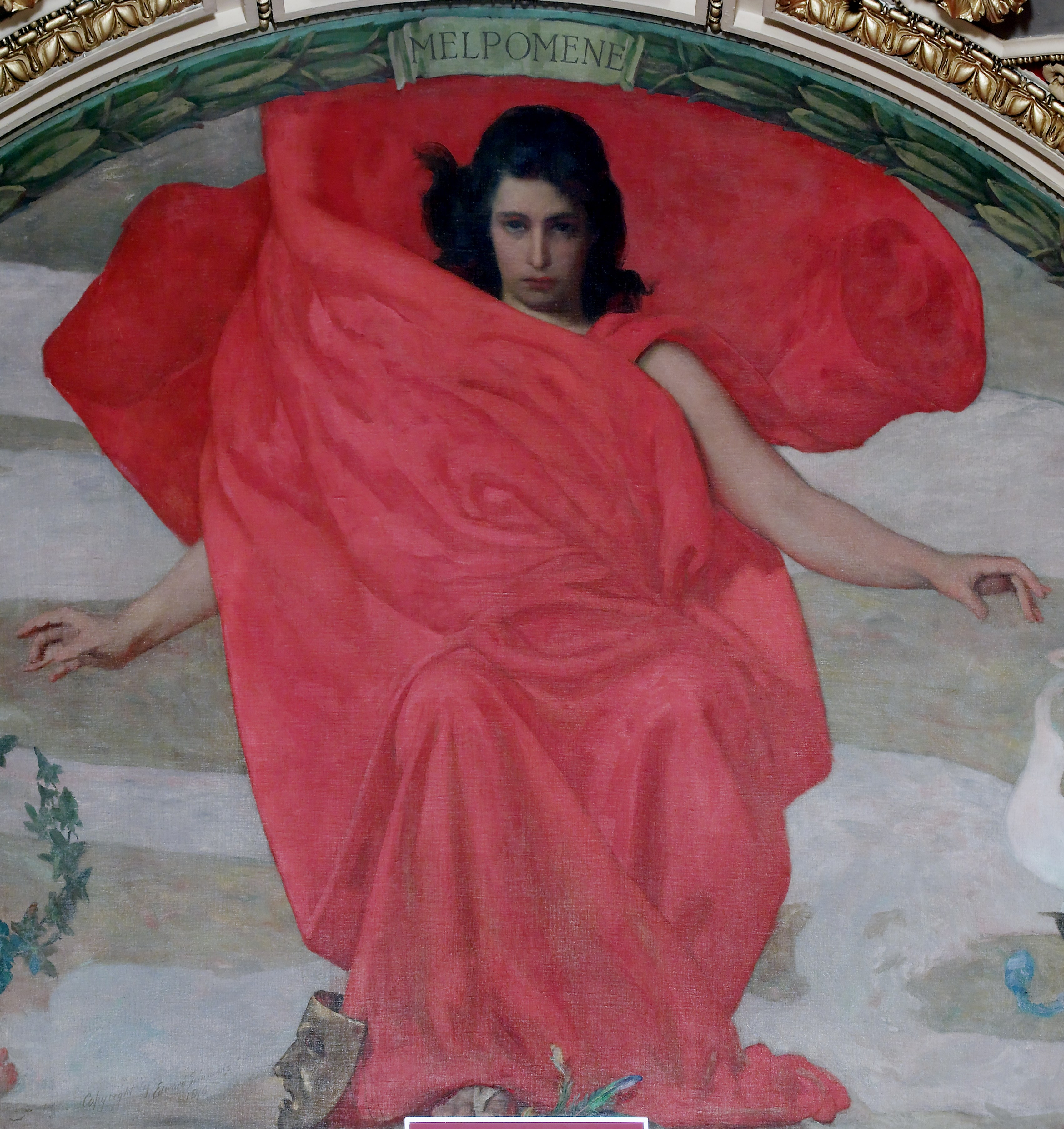
Pintura de la musa Melpòmene per Edward Simmons, 1891; Edifici Thomas Jefferson, (Washington, DC)
Segons certs historiadors olímpics moderns i periodistes, Melpòmene i Revithi són la mateixa persona, i van atribuir a la dona grega el nom de la musa

Al 14 de març de 1896, un diari en llengua francesa a Atenes (Messager d'Athènes) va publicar un article amb el títol 'Una dona a la cursa de Marató' que deia «Es parla d'una dona que es va inscriure per a participar en la cursa de Marató. En la cursa d'entrenament que va fer tota sola el dijous, va trigar quatre hores i mitja a recórrer la distància (42 km) que separa Marató d'Atenes. Ella només es va aturar deu minuts a mig camí per a xuclar algunes taronges. És una dona de poble amb trets pronunciats amb un temperament sec i nerviós.»
Més tard aquest any, Franz Kémény, un dels fundadors del Comitè Olímpic Internacional i membre d'Hongria, va escriure en alemany que, «de fet, una senyora, la senyoreta Melpòmene, va completar la marató de 40 km en 4 hores i mitja i va sol·licitar l'entrada a la competició dels Jocs Olímpics. Això va ser informat i denegat per la comissió.» D'acord amb Martin i Gynn, «una particularitat aquí és per què no hi ha cap nom per a Melpòmene.»
La publicació del Messager d'Athènes es va esvair en la foscor durant uns 30 anys abans que es tornés a revifar en 1927 en una edició de Der Leichtathletik.
L'historiador olímpic Karl Lennartz sosté que dues dones van córrer la marató de 1896, i que el nom «Melpòmene» va ser confirmat per Kémény i Alfréd Hajós, el dues vegades campió olímpic de natació de 1896.
Lennartz presenta el següent compte: un dona jove anomenada Melpòmene volia córrer la cursa i va completar la distància en 4 hores i mitja a finals de febrer o principis de març. Però el comitè organitzador no va permetre que corregués la marató, i el diari Akropolis va criticar al comitè per la seva decisió. La marató olímpica va tenir lloc el 10 d'abril (OS 29 de març) de 1896, i una altra corredora femenina, Stamata Revithi, va trigar 5 hores i mitja per a completar la cursa de l'11 d'abril (OS 30 de març) de 1896. Els diaris Asti, New Aristophanes i Atlantida van informar d'aquest fet el 12 d'abril (O.S. 31 de març) de 1896.
No obstant això, Tarasouleas sosté que no hi ha informes de premsa contemporanis als diaris grecs que esmentin Melpòmene pel seu nom, mentre que el nom de Revithi apareix moltes vegades;
Tarasouleas suggereix que Melpòmene i Revithi són la mateixa persona, i Martin i Green argumenten que «una història contemporània referida a Revithi com una coneguda corredora de marató podria explicar que la dona de la cursa anterior d'aquesta marató podia ser la mateixa Revithi, no Melpòmene.»
El diari d'Atenes Estia de 4 d'abril (OS 23 de març) de 1896 es refereix a «l'estranya dona que, després d'haver corregut fa uns dies la Marató com a entrenament, té la intenció de competir l'endemà de la cursa. Avui ella ha vingut a les nostres oficines i ha dit que si les sabates m'obstaculitzen, me les trauré i continuaré descalça.» D'altra banda, Tarasouleas assenyala que el 13 de març (OS 1 de març) de 1896, un altre diari local va indicar que una dona i el seu nadó s'havien inscrit per a córrer la marató, però de nou el seu nom no s'esmenta.
Tractant de resoldre el misteri, Tarasouleas afirma que «potser Revithi tenia dos noms, o potser per raons desconegudes se li atribueix el nom de la musa Melpòmene.»